# Gudrun Landgrebe
Gudrun Landgrebe est une actrice  allemande née le 20 juin 1950 à Göttingen.

## Biographie
Gudrun Landgrebe a grandi à Bochum. De 1968 à 1971, elle a suivi des cours à l'école du théâtre de Cologne. C'est en 1971 qu'elle a fait ses débuts sur scène au théâtre municipal de Bielefeld. Elle a été ensuite engagée dans plusieurs théâtres dont, en 1972, le Badischen Landesbühne de Bruchsal. 
Gudrun Landgrebe a rencontré son mari sur le tournage de la série Heimat – Eine deutsche Chronik.

## Filmographie

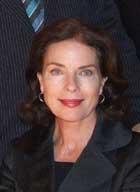
Gudrun Landgrebe en 2006.

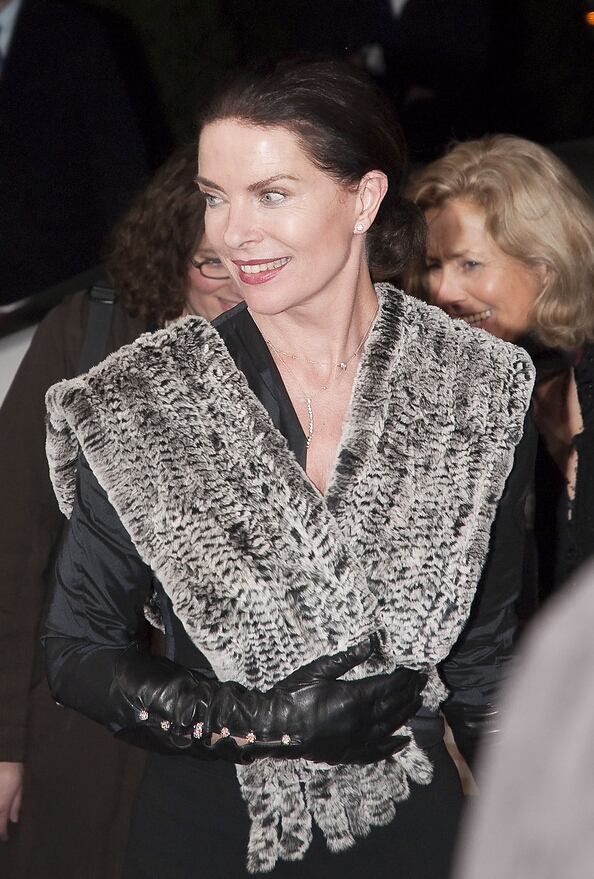
Gudrun Landgrebe en 2008.

- 1977 : Aufforderung zum Tanz (de) (TV) : Ulla
- 1981 : Familientag
- 1982 : Double trouble (Dabbel Trabbel) : Anke
- 1983 : La Femme flambée (Die flambierte Frau) : Eva
- 1984 : Annas Mutter : Marianne Grünwald
- 1984 : Les Yeux du désir (de) (Tausend Augen) : Lohmann
- 1984 : Die andere Seite des Mondes (TV) : Anna Werneck
- 1985 : Palace : Hannah Bauer
- 1985 : Yerma : Yerma
- 1985 : Colonel Redl (Oberst Redl) : Katalin Kubinyi
- 1985 : Berlin Affair (The Berlin Affair) : Louise von Hollendorf
- 1987 : Carla. Quattre storie di donne (TV) : Carla
- 1988 : L'Année du chat (Die Katze) : Jutta Ehser
- 1989 : Im Süden meiner Seele
- 1989 : Le Témoin de la dernière chance (Affaire Nachtfrost) (TV)
- 1990 : Das Haus am Watt (TV) : Lena Golborn
- 1990 : High Score : la chef de la police
- 1991 : Milena : Olga
- 1991 : Die Kaltenbach-Papiere (de) (TV) : Eva Sadowski
- 1992 : Wunderjahre : Hannelore Hoffmann
- 1992 : L'Ombre : Erika
- 1992 : Schneewittchen und das Geheimnis der Zwerge (TV) : la reine
- 1993 : Goldstaub (TV) : Isabella
- 1993 : Petites musiques de chambre (Ein Mann für jede Tonart) : Hella Mueller-Lalinde
- 1994 : Gefährliche Spiele (TV) : Inga Mahler
- 1995 : Ich liebe den Mann meiner Tochter (TV) : Julia Struck
- 1995: Derrick: Ein Mord, zweiter Teil (Une histoire d’amour) (TV)
- 1995: Derrick: Herr Widanje träumt schlecht (Fantasmes) (TV)
- 1996 : Tresko - Der Maulwurf (TV) : Katrin Tresko
- 1996 : Tresko - Im Visier der Drogenmafia (TV) : Katrin Tresko
- 1996 : Tresko - Amigo Affäre (TV) : Katrin Tresko
- 1997 : Das Hochzeitsgeschenk (TV) : Felicitas, la mère de Paula
- 1997 : Rossini : Valérie
- 1997 : Die Stunden vor dem Morgengrauen (TV) : Vera Brand
- 1997 : Betrogen - Eine Ehe am Ende (TV) : Martina Goldbeck
- 1998 : Fever : Vera
- 1998 : Opernball (de) (TV) : Claudia Röhler
- 1998 : Zucker für die Bestie (TV) : Mme Krieger
- 1998 : Das merkwürdige Verhalten geschlechtsreifer Großstädter zur Paarungszeit : Cornelia
- 1998 : Eine Sünde zuviel (TV) : Laura van Monstedt
- 1999 : Wer liebt, dem wachsen Flügel... : Lisa
- 1999 : Die Sünde der Engel (TV) : Julia Beerbaum
- 1999 : Das Mädchen aus der Torte (TV) : Mme Buchheim
- 1999 : Apocalypse.com (Die Millennium-Katastrophe - Computer-Crash 2000) (TV) : Dr Heine
- 2000 : Pillage en eaux troubles (Das Tattoo - Tödliche Zeichen) (TV) : Chantal
- 2001 : Stiller Sturm : Andrea
- 2001 : Viktor Vogel, directeur artistique (Viktor Vogel - Commercial Man) : Rosa, la mère
- 2001 : Mission séduction (Der Vamp im Schlafrock) (TV) : Ellen Schweizer
- 2001 : Eine Kleine Geschichte
- 2002 : Das Haus der Schwestern (TV) : Frances Gray
- 2002 : Problemzone Mann (TV) : Linda
- 2002 : Herz oder Knete (TV) : Adele Weiss
- 2003 : Verliebte Diebe (TV) : Klara Waldleitner
- 2003 : Alles Samba (TV) : Katharina Diezmann
- 2004 : Der Bestseller - Wiener Blut (TV) : Mme Lassnig-Schiele
- 2005 : Ma mère et moi (Mein Mann und seine Mütter) (TV) : Stella Martens
- 2005 : Une princesse en liberté (Eine Prinzessin zum Verlieben) (TV) : la reine
- 2005 : Herzlichen Glückwunsch (TV) : Vera Gerstenmaier
- 2006 : La Belle et le pirate (Störtebeker) (TV) : la reine Margarete
- 2006 : Heimat-Fragmente: Die Frauen : Klärchen
- 2008 : Rebecca Ryman: Wer Liebe verspricht (TV) : Lady Bridget Templewood
- 2011 : Le Triangle de l'Apocalypse (Bermuda-Dreieck Nordsee) (TV) : Claudia Schelking
- 2012 : L'Invisible (Die Unsichtbare) : Vera
- 2014 : Un cas pour deux (Ein Fall für Zwei) - saison 33, épisode 301 Verhängnisvolle Freundschaft : la juge Peters